# ديزيري هولمان
ديزيري هولمان (بالإنجليزية: Desiree Holman)‏ هي فنانة أمريكية، ولدت في 1974 في مونتغومري في الولايات المتحدة.